# Volker Weise
Volker Weise (* 15. Oktober 1943 in Dresden; † 28. Mai 2017) war ein deutscher Journalist. Von 1987 bis 2009 war er Chefredakteur der Bremer Tageszeitung Weser-Kurier.

## Leben und Beruf
Weises Eltern starben früh; sein Vater fiel im Zweiten Weltkrieg und seine Mutter erlag einer Krankheit. Weise und seine ältere Schwester Gudrun wurden von den Großeltern in Berlin-Wedding aufgezogen. Er studierte Jura in Kiel; danach begann er ab 1968 ein Volontariat bei den Bremer Nachrichten in Bremen.
Nach dem Redaktionsvolontariat begann er seine berufliche Karriere 1969 als Jung-Redakteur bei den Bremer Nachrichten. 1980 wurde er zum Ressortleiter Politik der Bremer Nachrichten ernannt. 1987 wurde er in die Chefredaktion des Weser-Kurier berufen, der wie die Bremer Nachrichten zu der Bremer Tageszeitungen AG gehört. Weise hatte dieses Amt 21 Jahre lang inne und war damit einer der dienstältesten Chefredakteure Deutschlands, bevor er Ende Januar 2009 in den Ruhestand ging. Technisch und inhaltlich fanden in dieser Zeit grundlegende Veränderungen im Zeitungsgewerbe statt. Weise prägte das Profil der größten Bremer Tageszeitung und machte sie mit mehr als 500.000 Lesern täglich zur reichweitenstärksten Großstadtzeitung Deutschlands. Zusammen mit dem damaligen Chefredakteur der Bremer Nachrichten gründete er 1983 die Sonntagszeitung Kurier am Sonntag und begegnete so der Konkurrenz der kostenlos verteilten Anzeigenblätter. Zuletzt war er für die von der Bremer Tageszeitungen AG herausgegebene Weser-Kurier-Gesamtausgabe mit Weser-Kurier, Bremer Nachrichten und Verdener Nachrichten zuständig, deren verkaufte Auflage nach Verlagsangaben 2009 bei rund 169.000 Exemplaren im Raum Bremen lag.
Weise bewirkte mehrere Veränderungen, wie unter anderem die Hinwendung des Weser-Kuriers zu einer sogenannten Autoren-Zeitung, Ergänzung von aktuellen Berichten durch Hintergrunddarstellungen sowie Stärkung der lokalen und regionalen Kompetenz der Zeitung. Die ortsteilbezogene Berichterstattung in Bremen baute er durch wöchentlich zweimalig erscheinende Stadtteil-Kuriere aus. Frühzeitig führte er einen Newsdesk ein, heute Standard in allen Medienunternehmen, und sorgte im Erscheinungsbild der Zeitung für mehrere Layout-Modernisierungen (sogenannte Relaunches) sowie für feste Plätze für die Hauptressorts. Darüber hinaus öffnete er die Zeitung als Service-Leister für die Leser und führte Beilagen (sogenannte Supplements) zur Vertiefung von Themen ein.
Er kommentierte internationale, nationale und lokale Ereignisse und übernahm ab 2004 die wöchentliche Lokalkolumne „Durchblick“, in der er sich oft kritisch mit Bremer Politikern auseinandersetzte. Während seiner langjährigen Chefredakteurstätigkeit bildete er Generationen von Volontären aus.
Weise stand der rechtsextremen Szene kritisch gegenüber und setzte sich dafür ein, dass der Weser-Kurier sich auch ohne aktuelle Anlässe intensiv mit Rechtsradikalismus und Neonazis beschäftigte und die Redaktion umfangreich und kontinuierlich darüber berichtete. Auf seine Initiative hin gaben die Bremer Tageszeitungen AG unter anderem auch zwei Broschüren heraus, in denen jeweils die wichtigsten Texte der Redaktion zum Thema Rechtsextremismus zusammengefasst wurden.
Volker Weise war in zweiter Ehe mit der US-Amerikanerin Cheryl Weise verheiratet, deren drei Kinder in der Familie aufgenommen wurden. Er starb nach längerer Krankheit im Alter von 73 Jahren.

## Ehrenämter
Weise war bis November 2009 Vorstandsvorsitzender der Bürgerstiftung Bremen, die 2002 von der Freien Hansestadt Bremen als Stiftung bürgerlichen Rechts eingerichtet und von ihm mitbegründet wurde, und engagierte sich für eine Beteiligung der Bremer Bürger an der Entwicklung ihrer Stadt. Außerdem war er Gründungsvorsitzender der Weser-Kurier Weihnachtshilfe, die seit 1998 zu Weihnachten bedürftige Bremer Familien mit Hilfe von Spenden unterstützt.

## Rundfunk
- Rundfunkgespräch mit Volker Weise, im Nordwestradio, gesendet am 25. Januar 2009 (40 Minuten)